# Яланкуль (Башкортостан)
Яланкуль (баш. Яланкүл) — деревня в Благоварском районе Республики Башкортостан Российской Федерации. Входит в состав Удрякбашевского сельсовета. 

## География

### Географическое положение
Расстояние до:
- районного центра (Языково): 40 км,
- центра сельсовета (Удрякбаш): 7 км,
- ближайшей ж/д станции (Благовар): 13 км.

## Население
| 2002 | 2009 | 2010 |
| ---- | ---- | ---- |
| 54   | ↘47  | ↘43  |

Согласно переписи 2002 года, преобладающие национальности —  башкиры (52 %), татары (48 %).